# Geografia della Costa Rica

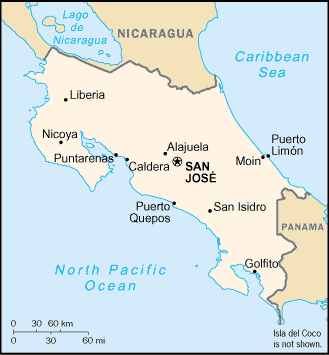
Carta politica della Costa Rica.

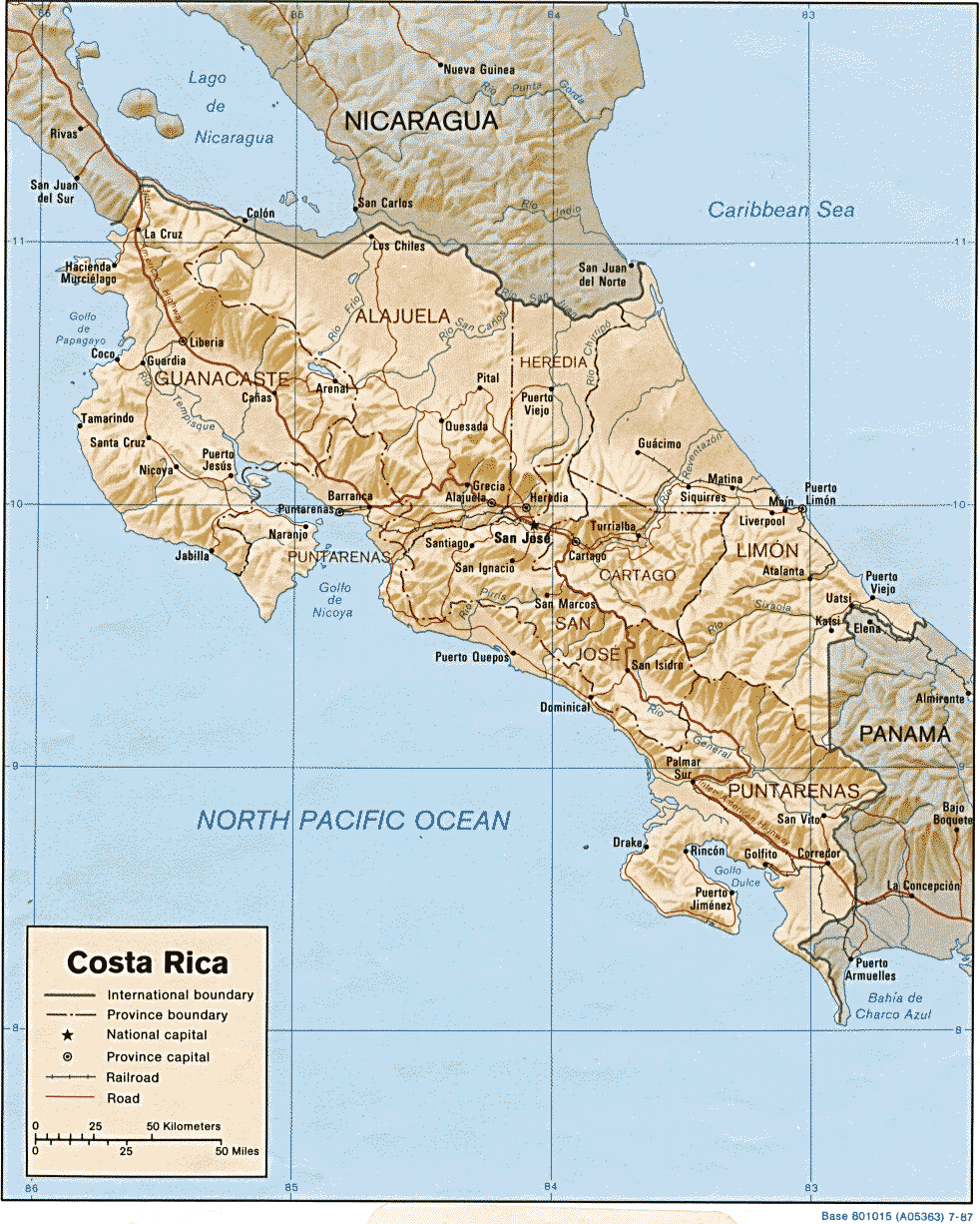
Carta fisica della Costa Rica.

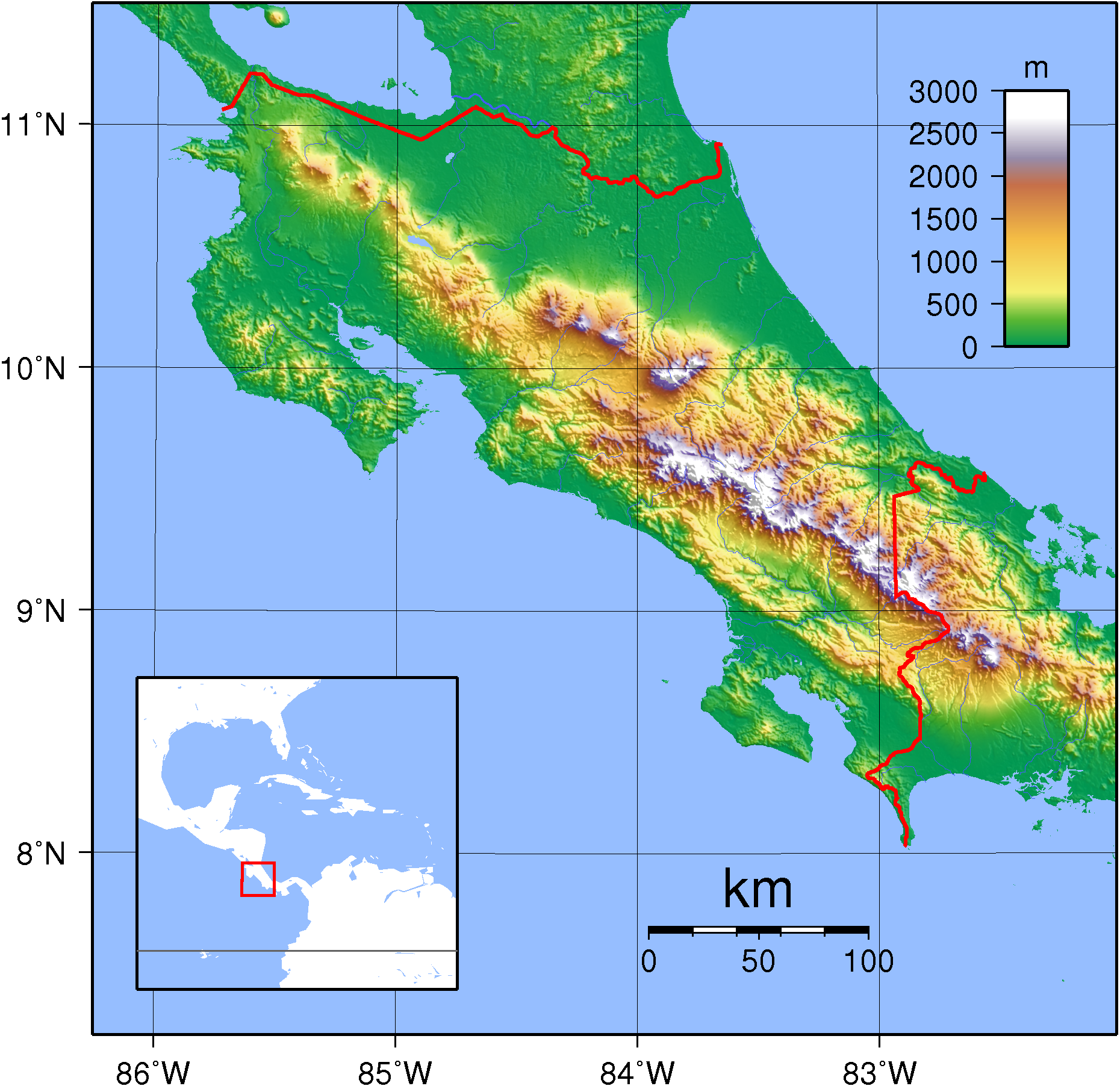
Topografia della Costa Rica.

Carta climatica della Costa Rica.

Incastonato tra gli oceani Atlantico e Pacifico, il territorio della Costa Rica è caratterizzato soprattutto da una notevole articolazione orografica, nonostante la relativa esiguità della sua superficie territoriale. L'ossatura del Paese è costituita da una sezione della dorsale centroamericana limitata da pianure costiere (llanuras) su ambedue i versanti e nella parte settentrionale, dove si trova la prosecuzione delle pianure del Nicaragua attraversate dal Río San Juan.

## Morfologia
Dal punto di vista geologico la Costa Rica è un Paese di formazione relativamente recente: la sua emersione si fa risalire a non oltre il Cretaceo, quando le eruzioni a catena di poderosi vulcani sottomarini sconvolsero tutta la regione, provocando la congiunzione tra l'America del Sud e l'America del Nord lungo l'attuale istmo e la separazione definitiva delle acque del Pacifico dal bacino caribico.
I rilievi interni della Costa Rica, diretti generalmente da nord-ovest a sud-est, appaiono formati da ben distinte unità. Nella metà settentrionale del territorio è situato un primo allineamento vulcanico costituito da due insiemi, la Cordillera de Guanacaste a nord e la Cordillera Central a sud, chiaramente legati al vulcanismo recente: molti apparati sono tuttora in attività. Colate laviche e depositi piroclastici si estendono per ampio tratto attorno alle due cordigliere che sono dominate da alcuni coni imponenti: nella Cordillera de Guanacaste s'impongono i coni del Rincón de la Vieja (1895 m), che ha manifestazioni secondarie, e del Miravalles (2028 m). A sua volta, la Cordillera Central è formata da una serie di vulcani la cui attività non può ancora considerarsi del tutto esaurita: vi fanno spicco il Barva (2916 m), caratteristico per la sua vetta a tre punte; il Poás (2722 m), con un ampio cratere ormai colmo d'acqua che di tanto in tanto va in ebollizione; l'Irazú (3432 m), uno dei vulcani più attivi del Centroamerica, accanto al quale si eleva il Turrialba (3345 m), con ben quattro crateri disposti a quadrato.
Nella metà meridionale del territorio si stende la Cordillera de Talamanca, formata da rocce cristalline e vulcaniche di età più antica, che comprende la massima elevazione del Paese il Cerro Chiripó (3820 m). Fra la Cordillera Central e la Cordillera de Talamanca si stende un altopiano, tra i 1000 e i 1200 m d'altezza, diretto in senso est-ovest: esso costituisce un agevole passaggio tra la sponda atlantica e quella pacifica; prende il nome di Meseta Central, o anche di Valle Central, e rispetto ai rilievi circostanti costituisce una depressione di origine tettonica. È qui che si trova la parte più popolata del Paese, con la capitale San José.
Ai piedi delle cordigliere si stendono le llanuras (pianure), diverse per estensione e morfologia sui due versanti. Le basse llanuras del versante caribico costituiscono il prolungamento di quelle del vicino Nicaragua; esse appaiono interrotte da qualche piccolo massiccio montuoso, talvolta di origine vulcanica, e terminano con una bassa fascia costiera pressoché stabilizzata. Il versante pacifico è molto diverso: la morfologia risente chiaramente delle condizioni tettoniche per la presenza di numerose faglie; la penisola di Nicoya e quella di Osa, dalle forme grossolane, corrispondono a blocchi sollevati, mentre le pianure costiere e i golfi marini costituiscono delle vere fosse di sprofondamento.

## Clima
Situata com'è tra gli 8° e gli 11° di latitudine Nord, la Costa Rica ha un clima decisamente caldo e umido, che assume un carattere equatoriale nei bassipiani del versante caribico, mentre sul versante pacifico questi caratteri risultano più attenuati in rapporto al diverso regime pluviometrico. Come in tutti i Paesi dell'America Centrale, l'influenza dell'altimetria si fa sentire sui rilievi, dove si ripresenta la classica successione delle tierras calientes, delle tierras templadas, delle tierras frias.
Le precipitazioni risultano particolarmente abbondanti, benché non uniformemente distribuite sul territorio, in rapporto al diverso carattere degli influssi pacifici e caribici, questi ultimi più intensi e continui. L'unica regione poco piovosa è la Cordillera de Guanacaste, che sfugge, come tutto il vicino Nicaragua sud-occidentale, agli influssi atlantici e dove si registrano in media 500-700 mm di pioggia l'anno. Da rilevare ancora che sul versante pacifico si hanno una stagione più piovosa (giugno-novembre) e una più asciutta (dicembre-maggio), mentre sul versante caribico le precipitazioni, pur risentendo dello stesso ritmo stagionale, sono distribuite durante tutto l'anno con una certa uniformità.

## Idrografia
In rapporto soprattutto alle cospicue e continue precipitazioni, il territorio della Costa Rica ha una ricca idrografia, il cui sviluppo è legato alla presenza di due versanti montagnosi, lungo i quali i fiumi scorrono tra loro paralleli, attratti dalle llanuras. Il drenaggio che essi operano è più intenso sul versante atlantico, che è il più piovoso. Il fiume maggiore su questo versante è il Reventazón (280 km), che nasce sui rilievi della Meseta Central; a nord-ovest scorre il Río San Juan, che funge da confine tra Costa Rica e Nicaragua, e raccoglie le acque dei numerosi fiumi che scendono dalla Cordillera Central (come il San Carlos, in parte navigabile da tempi antichissimi, via di penetrazione e di attraversamento dell'istmo) e dalla Cordillera de Guanacaste tramite il lago di Nicaragua. Sul versante pacifico hanno una certa importanza il Tempisque e il Bebedero nel golfo di Nicoya, il Río Grande de Tárcoles, che nasce tra il Barba e l'Irazú e attraversa la conca di San José, l'Esquinos e il Coto nel golfo Dulce.

## Flora e fauna
Nelle zone più calde e umide delle llanuras si hanno associazioni forestali di tipo pluviale: esse occupano la fascia costiera caribica e in parte anche quella pacifica (golfo di Nicoya). La foresta tropicale umida si estende sui due versanti della cordigliera tra i 700 e i 1000 m, dove le precipitazioni si mantengono a un livello elevato; superiormente, sui versanti esposti all'Atlantico, la vegetazione assume i caratteri della foresta d'ambiente nebulosa (bosque nuboso), con querce avvolte da licheni ed epifite che si mescolano ad alberi tropicali; ma nelle tierras templadas più asciutte si ha la prevalenza di boschi di legno duro, soprattutto cedri e salici. Le praterie (páramos) regnano sovrane verso i 3000 m, dove si ha abbondanza di felci. Come la flora, anche la fauna è ricchissima ed estremamente varia: appartiene quasi esclusivamente all'area zoogeografica tropicale. Essa è naturalmente ricca nelle zone tropicali e subtropicali più umide: vi abbondano rettili e uccelli, tra cui il singolare colibrì o «uccello mosca» (Trochilus), immigrato in epoche remote dalla Colombia e dal Perù.